# Atlapetes nationi
Atlapetes nationi là một loài chim trong họ Emberizidae.